# Pizzo di Gino
El Pizzo di Gino, llamado también Menone es una montaña de los Alpes con una altura de 2.245 m s. n. m. Es la montaña más alta de los Prealpes de Lugano. Se encuentra no lejos de la orilla occidental del lago de Como, entre el valle Albano y el val Cavargna.
Según la clasificación SOIUSA, Pizzo di Gino pertenece a:
- Gran parte: Alpes occidentales
- Gran sector: Alpes del noroeste
- Sección: Prealpes de Lugano
- Subsección: Prealpes de Como
- Supergrupo: Cadena Gino-Camoghè-Fiorina
- grupo: Grupo del Gino
- Código: I/B-11.I-A.1